# Li Xiang Mega
Der Li Xiang Mega (chinesisch {{{c}}}, Pinyin Lǐxiǎng MEGA) ist ein elektrisch angetriebener Van, der seit 2024 von Li Auto produziert wird. Es ist das erste batterieelektrische Fahrzeug von Li Auto, da die vorherigen Modelle Extended Range Electric Vehicles (EREV) sind. Die Besonderheit an dem Fahrzeug ist, dass es zu den ersten Serienfahrzeugen gehört, die den Akku in 10 Minuten von 10 auf 80 Prozent aufladen können. Damit wird der Ladevorgang eines Elektroautos zeitlich vergleichbar mit dem Tankvorgang bei einem Auto mit Verbrennungsmotor. Es hat eine Reichweite von 710 km und einen Preis von etwa 70.000 Euro.

## Überblick
Der Mega wurde im November 2023 auf der Auto Guangzhou vorgestellt, wo Vorbestellungen entgegengenommen wurden. Der Van hat eine markante Form mit  geringem Luftwiderstand, der Luftwiderstandsbeiwert (cw) beträgt 0,215. Das ist der niedrigste Wert von allen derzeit produzierten Vans. Der Preis beträgt 559.800 Yuan oder knapp 73.000 Euro.

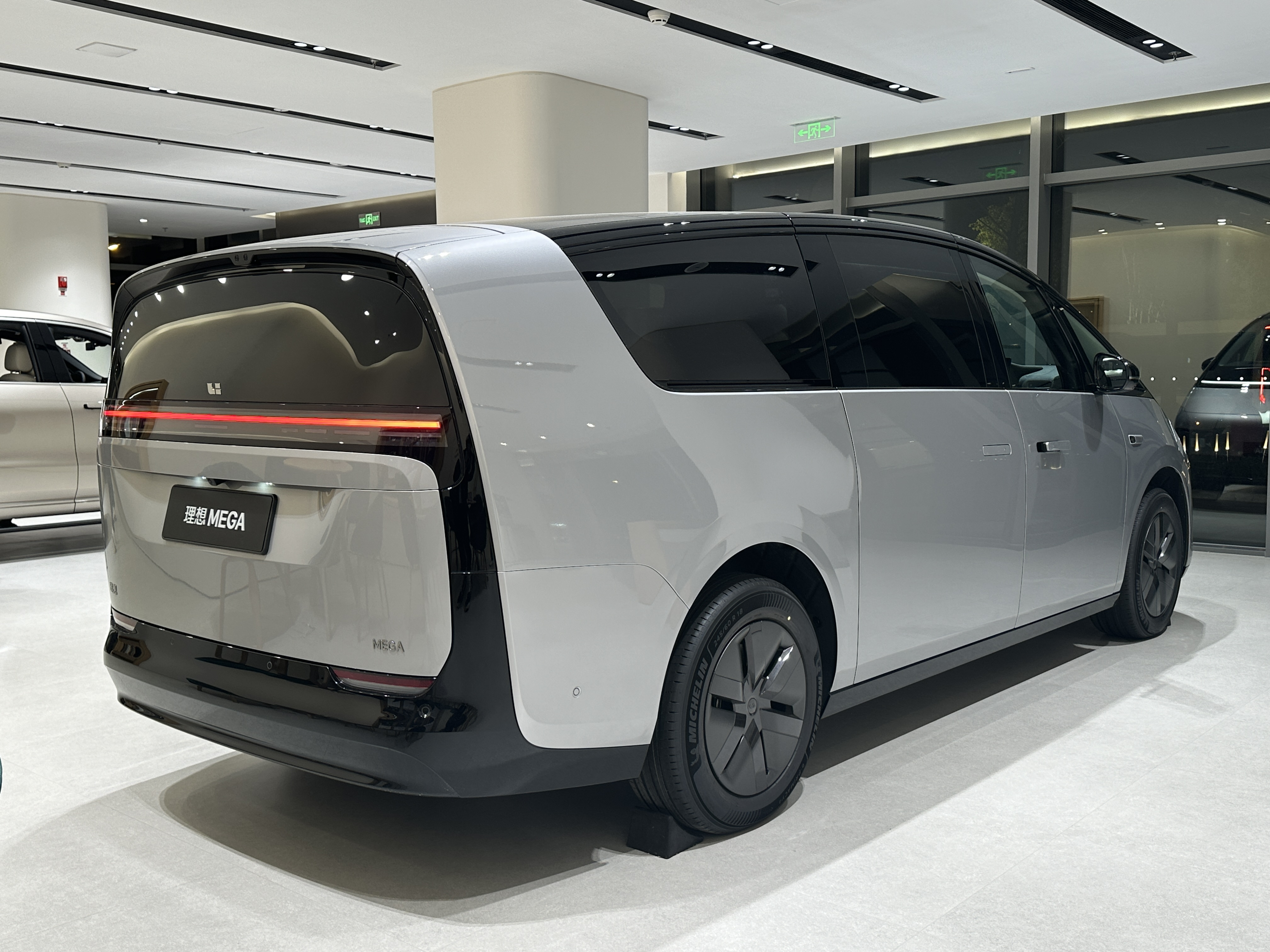
Heckansicht
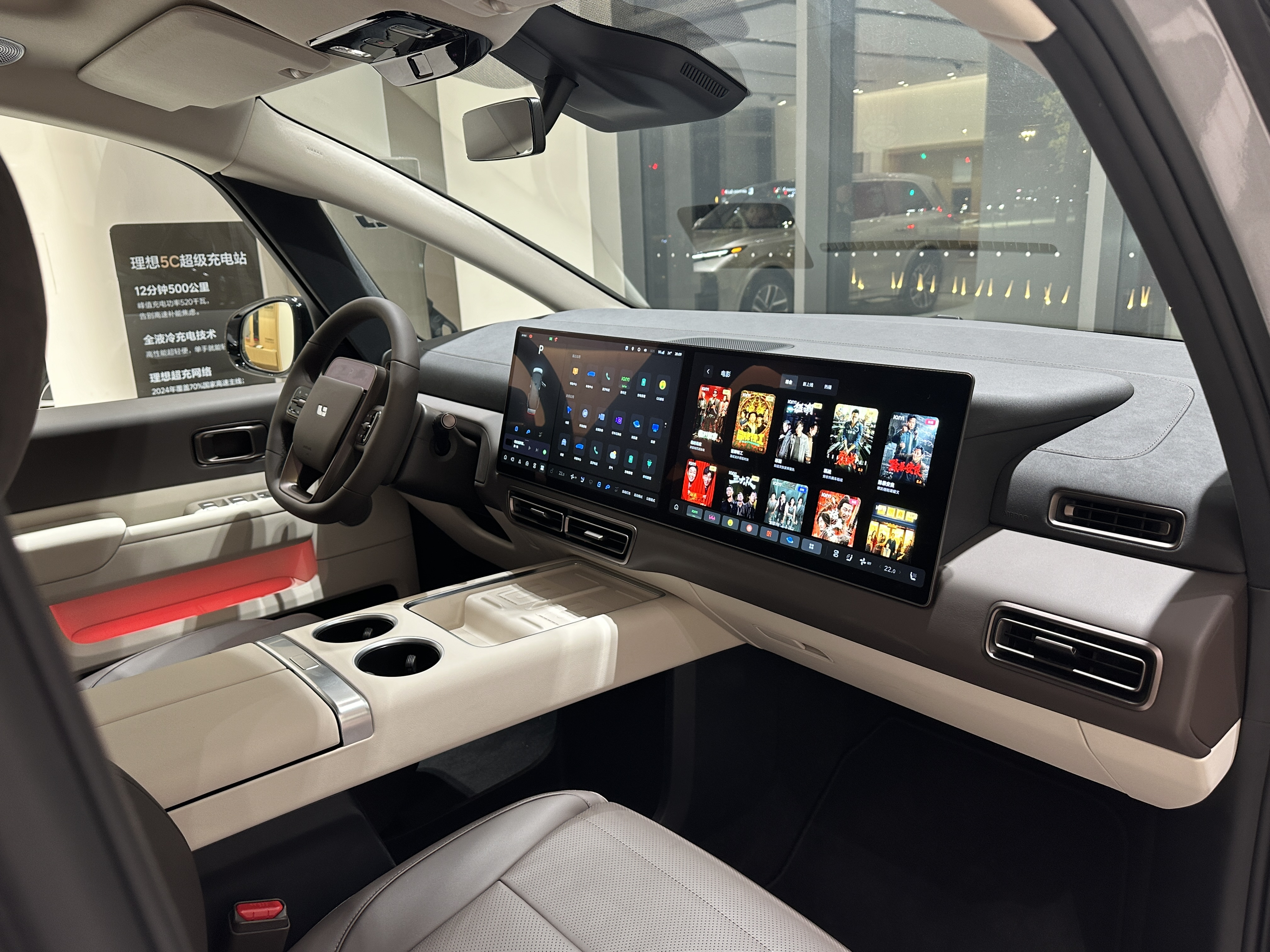
Innenraum

## Technische Daten
Der Van wird von einer 102,7 kWh großen Qilin-Batterie angetrieben, die von CATL hergestellt wird und 5C-Schnellladung unterstützt. Es ist ein 800-Volt-System. Die Reichweite beträgt 710 km nach der CLTC-Norm. Der Mega hat eine Doppelquerlenker-Vorderachse und eine Mehrlenker-Aufhängung hinten, mit Luftfederung mit stufenloser Dämpferregelung. Nach Angaben von Li Auto kann der Van in 5,5 Sekunden auf 100 km/h beschleunigen. Die Höchstgeschwindigkeit liegt bei 180 km/h.

## Ladeleistung
Der Akku ist eine 102,7 kWh große Qilin-Batterie. Sie wird von CATL hergestellt und hat eine Laderate von 5C. Im Maximum kann die Batterie mit 535 kW laden. Das führt dazu, dass der Akku in 10 Minuten von 10 bis 80 Prozent aufgeladen werden kann. Das ist aktuell (Stand Mai 2024) ein Spitzenwert bei serienmäßigen Elektroautos. Die Laderate oder auch C-Faktor beschreibt die Geschwindigkeit (siehe Laderate), mit der ein Akku geladen werden kann. Ein Akku mit der Laderate 1C kann in einer Stunde geladen werden. Ein Akku mit der Laderate 2C kann in einer halben Stunde geladen werden, mit 4C in einer viertel Stunde, mit 5C in 12 Minuten. Die Qilin-Batterie von CATL hat eine Laderate von 5C.
Aktuell (24. Dezember 2024) ist beim Import des Fahrzeugs zu beachten, dass zum Laden in Europa ein Adapter notwendig ist, um den Fahrzeuganschluss auf einen TYP-2 CCS umzuwandeln.